# Björkö, Haninge kommun

Björkö är en ö i Haninge kommun. Björkö ligger omedelbart väster om Ornö och ungefär 5 kilometer söder om Gålö.
Björkö omtalas första gången 1409 då vid ett räfsteting dömde torpet på ön att förbli frälse under Tyresö slott. 1494 anges torpet årlige ränta 10 öre, 1 pund smör och 1 "klova" fisk. Vid Björkösunds fiskeläge på Edvarsudde har fiskrökeri funnits sedan 1909. Numera är stora delar av ön bebyggd med fritidshus. Dag Wirén lät uppföra ett sommarhus på ön på 1940-talet.
Här ligger Björkö gård som 2012 köptes av Cristina Stenbeck.